# Elektrárna Tušimice I
Elektrárna Tušimice I (ETU I) byla uhelná elektrárna v obci Tušimice v okrese Chomutov. Elektrárna byla postavena v letech 1963–1964 (v roce 1961 byla vyhlášena Stavbou mládeže) a její provoz byl ukončen v roce 1998. Její součástí bylo šest uhelných bloků o výkonu 110 MW (celkový výkon 660 MW), které byly odstaveny postupně v letech 1991–1998. Likvidace elektrárny začala v dubnu 2005 a byla završena odstřelem jejího 196 metrů vysokého železobetonového komína 26. listopadu 2005. Tomu předcházela úplná likvidace kotelny, chemické úpravny vody, zauhlování, mazutové stanice, bagrovací stanice a čerpací stanice. Později proběhla sanace pozemků pod budovami celé elektrárny, v současnosti je pozemek bez jakýchkoli památek na elektrárnu, s výjimkou dochované bývalé správní budovy v západní části.
V těsné blízkosti jihovýchodním směrem se nachází elektrárna Tušimice II, která je po retrofitu stále v provozu. Oba areály byly ve své době propojeny.
V 10. letech 21. století byly na ploše po zrušené elektrárně otevřeny skleníky pro pěstování zeleniny (např. rajčat), skleníky používají odpadní teplo z ETU II.

## Historie
Při stavbě, stejně jako u sousední elektrárny Tušimice II, byly odkryty stopy po pravěké těžbě křemence. Šlo o desítky prehistorických těžebních objektů z mladší doby kamenné, první a unikátní nález tohoto druhu v tehdejší ČSSR.